# 克雷特粗盔鯰
克雷特粗盔鯰，為輻鰭魚綱鯰形目項鰭鯰科的其中一種，為熱帶淡水魚類，分布於南美洲巴西Granjeiro河流域，體長可達6.1公分，棲息在底層水域，生活習性不明。